# Enrico I d'Assia
Enrico I d'Assia (24 giugno 1244 – Marburgo, 21 dicembre 1308) fu il primo langravio d'Assia.

## Il primo Langravio d'Assia
Enrico I d'Assia nacque il 24 giugno 1244 da Enrico II di Brabante e Sofia di Turingia. Quando nel 1247 l'ultimo dei langravi di Turingia Ludovingi, Enrico Raspe, morì senza eredi, sorse un conflitto circa il destino della Turingia, che all'epoca includeva l'Assia. La successione venne disputata in un conflitto fra sua nipote Sofia, madre di Enrico e figlia di Ludovico IV di Turingia, e l'altro suo nipote Enrico III di Meißen, figlio di Jutta di Turingia (1184-1235). Un altro pretendente fu l'arcivescovo di Magonza, che reclamava l'Assia poiché era stata feudo del suo arcivescovado, ed ora con l'estinzione della linea maschile dei Ludovingi ne chiedeva il ritorno alla chiesa.
Sofia venne supportata nelle sue richieste dai nobili d'Assia e alla fine ebbe la meglio sul cugino e nel 1264 le terre vennero così ripartite, Enrico III ricevette la Turingia mentre Enrico, figlio di Sofia, ebbe l'Assia. L'anno seguente l'arcivescovo Guarniero II di Eppenstein accettò di uscire di scena con il trattato di Langsdorf accettando la sua posizione di signore rispetto al nuovo langravio d'Assia.
A quel tempo il langraviato comprendeva le terre di Wolfhagen, Zierenberg, Eschwege, Alsfeld, Grünberg, Frankenberg e Biedenkopf e sempre nel 1264 Enrico acquisì le terre di Gießen dal conte palatino di Tubinga. L'Assia aveva il suo centro nelle città di Kassel dove Enrico fissò la propria residenza principale fin dal 1277 e Marburgo dove sua nonna Elisabetta d'Ungheria era stata sepolta e dove egli stesso edificò un castello.
Negli anni i rapporti di Enrico con l'arcivescovo di Magonza si tesero ancora in merito al possesso di Naumburg e alla fine venne dichiarato fuorilegge da Rodolfo I d'Asburgo, tuttavia tale pena venne revocata quando Enrico aiutò l'imperatore a riconquistare Vienna nel 1276 dopo che era stata persa nel corso della guerra contro Ottocaro II di Boemia. Nel 1290 Enrico sconfisse l'arcivescovo nella battaglia di Fritzlar e da quel momento ebbe mano libera in tutti i suoi territori, egli non rinunciò mai alle proprie aspirazioni sul Brabante, ma non mancò di aiutare il nipote Giovanni I di Brabante contro i gheldri e i lussemburghesi nella guerra di successione di Limburgo.
Nel 1292 Enrico venne nominato da Adolfo di Nassau Reichsfürst, principe del regno, così da liberarlo completamente dall'influenza dell'arcivescovado, e con abile diplomazia egli aggiunse ai propri domini le città di Kaufungen, Witzenhausen, Immenhausen, Grebenstein, Wanfried, Staufenberg, Trendelburg e la regione di Reinhardswald.
Nel 1263 Enrico si era sposato con Adelheid di Brunswick figlia di Ottone I di Brunswick-Lüneburg con cui ebbe diversi figli, alla sua morte avvenuta nel 1274 seguì un altro matrimonio con Mechthild di Cleves, figlia di Teodorico VI, conte di Cleves († 1275) che gli diede altri figli.
Nel 1292 sorse un conflitto interno alla famiglia a causa della futura spartizione dell'eredità di Enrico, Mechthild chiese che anche ai propri figli ne venisse concessa una parte, mentre quelli nati dal primo matrimonio erano decisamente più propensi per escluderli dalla partita, ne nacque un conflitto interno che durò per tutta la restante vita di Enrico.
Enrico morì il 21 dicembre 1308 al castello di Marburgo e fu sepolto presso la chiesa di Santa Elisabetta, dedicata a sua nonna che era stata canonizzata nel 1235, e che divenne poi tradizionale luogo di sepoltura per i langravi d'Assia per diversi secoli. Dopo la morte due dei figli maschi nati dai due matrimoni si spartirono il langraviato dividendolo in due, il terzo maschio, Ludovico, intraprese la carriera ecclesiastica.

## Matrimoni e figli
Dal primo matrimonio con Adelheid di Brunswick Enrico ebbe:
- Sofia (1264-dopo il 12 agosto 1331)
- Enrico il Giovane (1265-23 agosto 1298)
- Matilda (1267-dopo il 1332)
- Adelaide (1268-7 dicembre 1315)
- Elisabetta (1269 o 1270-19 febbraio 1293)
- figlio con nome ignoto (1270 circa-1274 circa)
- Ottone I, langravio d'Assia (1272 circa-17 gennaio 1328)

Dal secondo matrimonio con Mechthild di Cleves nacquero:
- Giovanni, langravio d'Assia (morto 1311)
- Elisabetta (1276-dopo il 6 luglio 1306)
- Agnese (1277-1335)
- Ludovico (1282 o 1283)-18 agosto 1357) che fu vescovo di Münster dal 1310 alla morte
- Caterina († 1322), che sposò Ottone IV di Weimar-Orlamünde
- Giuditta († 13 ottobre 1317)

## Ascendenza
|                         |                       |                          | Genitori              |  |  | Nonni |  |  | Bisnonni                |  |  | Trisnonni              |  |
|                         |                       |                          |                       |  |  |       |  |  | Goffredo III di Lovanio |  |  | Goffredo II di Lovanio |  |
|                         |                       |                          |                       |  |  |       |  |  | Goffredo III di Lovanio |  |  | Goffredo II di Lovanio |  |
|                         |                       | Lutgarde di Sulzbach     |                       |  |  |       |  |  | Goffredo III di Lovanio |  |  |                        |  |
| Enrico I di Brabante    |                       |                          |                       |  |  |       |  |  | Goffredo III di Lovanio |  |  |                        |  |
|                         |                       | Margareta di Limburgo    | Enrico II di Limburgo |  |  |       |  |  |                         |  |  |                        |  |
|                         |                       | Margareta di Limburgo    | Enrico II di Limburgo |  |  |       |  |  |                         |  |  |                        |  |
|                         |                       | Margareta di Limburgo    | Matilde di Saffenburg |  |  |       |  |  |                         |  |  |                        |  |
| Enrico II di Brabante   |                       | Margareta di Limburgo    |                       |  |  |       |  |  |                         |  |  |                        |  |
|                         |                       | Matteo di Lorena         | Teodorico di Alsazia  |  |  |       |  |  |                         |  |  |                        |  |
|                         |                       | Matteo di Lorena         | Teodorico di Alsazia  |  |  |       |  |  |                         |  |  |                        |  |
|                         |                       | Matteo di Lorena         | Sibilla d'Angiò       |  |  |       |  |  |                         |  |  |                        |  |
| Matilde di Boulogne     |                       | Matteo di Lorena         |                       |  |  |       |  |  |                         |  |  |                        |  |
|                         |                       | Maria di Boulogne        | Stefano d'Inghilterra |  |  |       |  |  |                         |  |  |                        |  |
|                         |                       | Maria di Boulogne        | Stefano d'Inghilterra |  |  |       |  |  |                         |  |  |                        |  |
|                         |                       | Maria di Boulogne        | Matilde di Boulogne   |  |  |       |  |  |                         |  |  |                        |  |
| Enrico I d'Assia        |                       | Maria di Boulogne        |                       |  |  |       |  |  |                         |  |  |                        |  |
|                         | Ermanno I di Turingia | Ludovico II di Turingia  |                       |  |  |       |  |  |                         |  |  |                        |  |
|                         | Ermanno I di Turingia | Ludovico II di Turingia  |                       |  |  |       |  |  |                         |  |  |                        |  |
|                         | Ermanno I di Turingia | Giuditta di Hohenstaufen |                       |  |  |       |  |  |                         |  |  |                        |  |
| Ludovico IV di Turingia | Ermanno I di Turingia |                          |                       |  |  |       |  |  |                         |  |  |                        |  |
|                         |                       | Sofia di Wittelsbach     | Ottone I di Baviera   |  |  |       |  |  |                         |  |  |                        |  |
|                         |                       | Sofia di Wittelsbach     | Ottone I di Baviera   |  |  |       |  |  |                         |  |  |                        |  |
|                         |                       | Sofia di Wittelsbach     | Agnese di Loon        |  |  |       |  |  |                         |  |  |                        |  |
| Sofia di Turingia       |                       | Sofia di Wittelsbach     |                       |  |  |       |  |  |                         |  |  |                        |  |
|                         |                       | Andrea II d'Ungheria     | Béla III d'Ungheria   |  |  |       |  |  |                         |  |  |                        |  |
|                         |                       | Andrea II d'Ungheria     | Béla III d'Ungheria   |  |  |       |  |  |                         |  |  |                        |  |
|                         |                       | Andrea II d'Ungheria     | Agnese d'Antiochia    |  |  |       |  |  |                         |  |  |                        |  |
| Elisabetta d'Ungheria   |                       | Andrea II d'Ungheria     |                       |  |  |       |  |  |                         |  |  |                        |  |
|                         |                       | Gertrude di Merania      | Bertoldo IV d'Andechs |  |  |       |  |  |                         |  |  |                        |  |
|                         |                       | Gertrude di Merania      | Bertoldo IV d'Andechs |  |  |       |  |  |                         |  |  |                        |  |
|                         |                       | Gertrude di Merania      | Agnese di Rochlitz    |  |  |       |  |  |                         |  |  |                        |  |
|                         |                       | Gertrude di Merania      |                       |  |  |       |  |  |                         |  |  |                        |  |